# Leland Benham
Leland Benham (Boston, 20 settembre 1905 – Boynton Beach, 26 settembre 1976) è stato un attore statunitense, attivo come attore bambino nel cinema muto dal 1912 al 1916 (tra i 7 e gli 11 anni d'età).

## Biografia
Leland Benham nasce a  Boston nel 1905. I suoi genitori sono gli attori Harry Benham e Ethyle Cooke, entrambi attivi nel cinema.
Comincia a recitare a sei anni, nel 1912, quando l'intera famiglia è sotto contratto con la Thanhouser Company. Leland il più delle volte lavora in coppia con Marie Eline ("The Thanhouser Kid") o Helen Badgley ("The Thanhouser Kidlet"), famose attrici bambine dell'epoca. Molto spesso si trova a recitare al fianco dei propri genitori, che nelle produzioni della Thanhouser Company hanno ruoli di protagonista. Tra gli altri attori con i quali più frequentemente condivide la scena ci sono Florence La Badie, Mignon Anderson, Madeline Fairbanks e Marion Fairbanks.
I ritmi di lavoro sono intensissimi e le parti si fanno sempre più impegnative. In cortometraggi come Jack and the Beanstalk (1913), A Gentleman for a Day e The Refugee (1915), gli vengono affidati ruoli da protagonista e lavora anche in un paio di lungometraggi. 
Il piccolo è dotato di una buona presenza scenica e di una mimica notevole. Nel 1915, vince il terzo premio in un concorso per imitatori di Charlie Chaplin al Murray's restaurant di New York.
La carriera cinematografica di Leland termina nel 1916, a undici anni, dopo che i genitori hanno lasciato la Thanhouser Company per lavorare con altre compagnie. In quattro anni, il bambino aveva recitato in oltre 50 pellicole. Anche sua sorella, Dorothy Benham (1910-1956), aveva preso parte in quegli stessi anni ad una quindicina di pellicole, spesso al fianco del fratello o dei genitori, pur non raggiungendo gli stessi livelli di successo.
La vita adulta di Leland si svolse al di fuori del mondo del cinema. Arruolatosi nell'esercito, prestò servizio alle isole Hawaii. Sposatosi con Florence H. Benham, muore nel 1976 in Florida, a 71 anni, per arresto cardiaco.

## Riconoscimenti
- Young Hollywood Hall of Fame (1908-1919)

## Filmografia

### Cortometraggi
- On Probation (1912)
- Nursie and the Knight (1912)
- But the Greatest of These Is Charity (1912)
- In a Garden (1912)
- The Ladder of Life (1912)
- Cross Your Heart (1912)

- The Heart of a Child (1913)
- The Children's Conspiracy (1913)
- An American in the Making, regia di Carl Gregory (1913)
- A Pullman Nightmare (1913)
- King René's Daughter, regia di Eugene Moore (1913)
- Little Brother (1913)
- A Clothes-Line Quarrel (1913)
- Their Great Big Beautiful Doll (1913)
- Jack and the Beanstalk (1913)

- Coals of Fire (1914)
- Her Love Letter (1914)
- The Success of Selfishness (1914)
- The Skating Master (1914)
- The Desert Tribesman (1914)
- Guilty or Not Guilty (1914)
- Beautiful Snow (1914)
- His Reward, regia di Frederick Sullivan (1914)
- The Strategy of Conductor 786 (1914)
- A Mohammedan Conspiracy, regia di Frederick Sullivan (1914)
- A Gentleman for a Day (1914)
- The Butterfly Bug (1914)
- In Peril's Path (1914)
- A Dog's Good Deed (1914)
- The Terror of Anger (1914)
- Sid Nee's Finish (1914)

- The Volunteer Fireman (1915)
- Helen Intervenes (1915)
- His Sister's Kiddies (1915)
- Do Unto Others (1915)
- Little Bobby (1915)
- Just Kids, regia di William H. Stevens (1915)
- Big Brother Bill (1915)
- The Refugee (1915)
- The Six-Cent Loaf (1915)
- Through Edith's Looking Glass (1915)
- Bud Blossom (1915)
- The Two Cent Mystery (1915)
- Which Shall It Be? , regia di Ernest C. Warde – cortometraggio (1915)
- The Stolen Anthurium (1915)
- A Plugged Nickel (1915)
- The Crogmere Ruby, regia di Ernest C. Warde (1915)
- Snapshots (1915)
- A Perplexing Pickle Puzzle (1915)
- The Spirit of Audubon (1915)
- The Little Captain of the Scouts (1915)

- The Kiddies' Kaptain Kid (1916)

### Lungometraggi
- Milestones of Life, regia di Eugene Moore (1915)
- The Path of Happiness, regia di Elaine S. Carrington (1916)